# Una tajada (Star Trek: La serie original)
Una tajada es el episodio número 17 de la segunda temporada de Star Trek: La serie original que fue transmitido por primera vez el 12 de enero de 1968. Fue repetido el 30 de agosto de 1968, además fue el último episodio en ser transmitido en la franja horaria de las 20:30 horas de los sábados en la noche. Fue el episodio 46 en ser transmitido y el número 49 en ser producido, fue escrito por David P. Harmon y Gene L. Coon, y fue dirigido por James Komack.
En la versión Bluray el título de este episodio en el audio en español es dado como Una parte en la acción.
Resumen: La nave estelar Enterprise visita un planeta con una cultura similar a la época de los mafiosos de los años 1920 en la Tierra.

## Trama
La fecha estelar de este episodio es desconocida. La nave espacial USS Enterprise, bajo el mando del capitán James T. Kirk, se encuentra explorando el espacio cercano a Sigma Iotia II, donde la nave espacial Horizon fue perdida cerca de 100 años antes. Al ponerse en órbita, la nave recibe un mensaje de Bela Oxmyx, que invita a la tripulación de mando a bajar para una fiesta de bienvenida.
El sr. Spock y el Dr. McCoy tienen dudas acerca de la interferencia con los habitantes, de quienes se sabe son una cultura industrializada prenuclear. Kirk observa que cualquier contaminación cultural ya habría comenzado con la visita del Horizon, en una época en que la Directiva Principal no había sido establecida.
Los tres se transportan a la superficie del planeta y aparecen en medio de una ajetreada calle urbana, en lo que parece ser la década de 1920 de Estados Unidos. La mayor parte de las personas alrededor de ellos están visiblemente armadas con ametralladoras Tommy gun. Dos hombres retienen a la partida de desembarco a punta de armas y les ordenan que les entreguen sus armas y comunicadores. Los hombres los llevan a encontrarse con Oxmyx, pero cuando van caminando, un auto pasa por el lado y les dispara, matando a uno de sus aprehensores. El otro mafioso, Kalo, devuelve los disparos cuando el auto se aleja, luego ordena a la partida de desembarco que continúe como si nada fuera de lo ordinario hubiera sucedido.
Cuando el grupo arriba a la oficina de Oxmyx, Kalo le informa del tiroteo. Oxmyx ordena a sus hombres realizar un ataque de represalia contra el mafioso rival Jojo Krako. Spock encuentra un libro obviamente de origen terrestre, titulado Las pandillas de Chicago en la década de 1920, presumiblemente dejado atrás por la tripulación del Horizon. Este libro ahora es visto como una reliquia sagrada por los Iotianos, quienes han construido toda una cultura alrededor del contenido de este libro y al que ellos se refieren como "El Libro".
Oxmyx le ordena a Kirk que le proporcione fáseres, a los que él se refiere como "calentadores". Kirk rehúsa, así que Oxmyx amenaza con matarlos dentro de ocho horas si Kirk no le entrega lo que le exigió. La partida de desembarque es sacada de la oficina y Oxmyx toma un comunicador y le cuenta a un confundido Sr. Scott lo que le sucederá al capitán si no cumple con sus demandas.
Mientras tanto, Kirk se sienta en un juego de póker que los matones están llevando a cabo. Los introduce a un juego de carta ficticio y extremadamente confuso, el Fizzbin con el propósito de distraer a los mafiosos para que él y Spock pueden dominarlos y escapar.
Kirk le ordena a Spock y a McCoy que se dirijan a la estación de radio local y traten de contactar al Enterprise mientras él va tras Oxmyx. Spock y McCoy tienen éxito, y son transportados de regreso a la nave pero Kirk es capturado por los hombres de Jojo Krako. Krako le ofrece el mismo trato que Oxmyx: fáseres a cambio de un tercio de la acción. Kirk trata de ofrecer una solución pacífica; pero Krako la rechaza de plano, y Kirk es encerrado hasta que cambie de opinión.
Spock y McCoy, a bordo del Enterprise, están tratando de idear una forma para liberar al capitán cuando Oxmyx los contacta. Ofrece ayudar a rescatar a Kirk, y no viendo otra alternativa Spock acepta. Él y McCoy regresan al planeta sólo para ser capturados por Oxmyx. Pero para ese entonces, Kirk ha logrado escapar y se dirige a la oficina de Oxmyx. Kirk sorprende a los guardias y los domina, para luego sacarles sus ropas y armas. Kirk y Spock se disfrazan de mafiosos y regresan a la oficina de Krako. 
Le piden a un niño repartidor de diarios que arregle una forma para que ellos logren entrar al edificio de Krako sin derramar sangre, y le prometen un pedazo de la acción. Logran entrar y detienen a Krako y a sus hombres amenazándolos con sus armas. Kirk anuncia que la Federación está apoderándose de todo el planeta. Si Krako los ayuda, compartirán con él un porcentaje de la acción. Kirk le informa que buscan a un hombre capaz de liderar a los Iotianos, mientras que la Federación mueve los hilos. Krako está de acuerdo. Entonces engañan a Krako haciendo que el Sr. Scott lo transporte a la nave.
Kirk y Spock le hacen la misma oferta a Oxmyx. Él está de acuerdo, incluso ayuda para atraer a todos los jefes de pandillas a su oficina llamándolos uno a uno por teléfono. Cuando van respondiendo a las llamadas telefónicas el Enterprise los teletransporta a su oficina. Kirk les informa que todos se van a combinar en una sola operación a cargo de la Federación, la que tomará un 40% de las ganancias.
Los hombres de Krako atacan en ese momento el edificio, pero son aturdidos por los fáseres del Enterprise. Viendo esa demostración de fuerza, los jefes de las mafias se dan cuenta de que están a merced de Kirk. Habiendo logrado captar su atención, Kirk arregla que Oxmyx sea el jefe supremo con Krako como su lugarteniente. Les dice que la Federación pasará una vez al año para recoger su parte de las ganancias.
Después de regresar al Enterprise, Spock tiene curiosidad en conocer cómo Kirk planea explicarle a la Flota Estelar porqué una nave deberá ser enviada a Sigma Iotia II todos los años para recoger la "parte" de la Federación. Kirk explica que el dinero, mientras que es nominalmente de propiedad de la Federación, realmente irá a un fondo que financiará los proyectos necesarios para reorientar la cultura del planeta hacia una sociedad más civil. McCoy admite que olvidó su comunicador en la oficina de Oxmyx. Kirk bromea que en unos pocos años, los iotianos podrían averiguar cómo funciona la tecnología de la Federación, y entonces ellos querrían una "parte de nuestra acción".

## Fizzbin
La explicación de Kirk sobre el juego incluye una declaración acerca de que este juego es practicado por los habitantes del planeta Beta Antares IV, Spock le responde que conoce a sus habitantes; Kirk lo interrumpe rápidamente para prevenir que declare su ignorancia del juego.
Las reglas del Fizzbin son intencionalmente muy complejas. Cada jugador recibe seis cartas, excepto por el jugador de la derecha del que reparte, que recibe siete. La segunda carta es mostrada, excepto los martes. Kirk le entrega al mafioso dos sotas, que son la mitad de un fizzbin. Cuando éste dice que necesita otra sota, Kirk le advierte que una tercera sota es un shralk y que esto significa que pierde. Con dos sotas, uno necesita un rey o un dos, excepto durante la noche, cuando uno necesita una reina y un cuatro.
En ese momento, Kirk entrega una tercera sota, pero para mantener el engaño, ignora la regla de descalificación que acaba de nombrar. Explica que, si hubiera salido un rey en vez de una sota, el jugador recibiría otra carta, excepto cuando está oscuro, en cuyo caso tendría que devolverla. La mano ganadora es el fizzbin real, pero las probabilidades de sacarla son astronómicas, cuando Kirk le pregunta a Spock cuáles son, este último responde verídicamente que nunca las ha calculado.
Kirk llama la carta final un kronk e intencionalmente deja caer una carta al suelo. Cuando el mafioso se agacha para recogerla, Spock realiza el pellizco nervioso vulcano para dejarlo inconsciente mientras que Kirk y McCoy atacan a los otros guardias, logrando escapar los tres.

## Remasterización del aniversario de los 40 años
Este episodio fue remasterizado digitalmente en el año 2006 y fue transmitido por primera vez el 28 de abril de 2007 como parte de la remasterización del aniversario de los 40 años de la serie original. Fue precedido una semana antes por la versión remasterizada de Todos nuestros ayeres, y seguido una semana más tarde por la versión remasterizada de El mañana es ayer. Además del audio y video remasterizado, y todas las animaciones de la USS Enterprise realizadas por CGI que es el estándar de todas las revisiones, los cambios específicos para este episodio son:
- El planeta Sigma Iotia II recibió una superficie con detalles más parecidos a la Tierra.
- Los disparos de los fáseres del Enterprise que aturdieron a los mafiosos que combatían en la calle fueron mejorados.